# Discografia de Megan Thee Stallion
A discografia de Megan Thee Stallion, uma rapper, cantora e compositora norte-americana, é composta por dois álbuns de estúdio, um álbum de compilação, três mixtapes, três extended play e trinta e oito singles (incluindo doze como artista convidada) e dois singles promocionais.
No início de sua carreira, Megan Thee Stallion lançou as mixtapes não comerciais exclusivamente no SoundCloud Rich Ratchet (2016) e Megan Mix (2017). Ela fez sua estreia solo oficial ao lançar comercialmente seu primeiro EP profissional, Make It Hot, em 18 de setembro de 2017, seguido por seu segundo EP Tina Snow, lançado em 21 de dezembro de 2018.
Quando Megan Thee Stallion ganhou popularidade nacional em 2019, o single "Big Ole Freak" (de Tina Snow) deu a Stallion sua primeira entrada na Billboard Hot 100 sendo seu primeiro single a receber o certificado de Platina pela Recording Industry Association of America. Seu primeiro extended play, Fever, foi lançado em 17 de maio de 2019 e alcançou a décima posição na Billboard 200 dos EUA, sendo o primeiro projeto da rapper a alcançar o topo das paradas musicais. O segundo single da mixtape, " Cash Shit ", com a participação do rapper DaBaby, alcançou a posição número 36 no Hot 100 e liderou a parada americana de rádio urbana. Em agosto de 2019, Megan lançou o single "Hot Girl Summer" com a participação de Nicki Minaj e Ty Dolla Sign, que alcançou a posição 11 no Hot 100, além de ser certificado Platina pela Recording Industry Association of America.
O terceiro extended play de Megan Thee Stallion, Suga, foi lançado em 6 de março de 2020. O EP mais tarde alcançaria o pico de número 7 na Billboard 200, tornando-se seu pico mais alto nas paradas em agosto de 2020. Um remix do single "Savage" com a cantora americana Beyoncé liderou o Billboard Hot 100 em maio de 2020, tornando-se a primeira canção de Megan a alcançar o primeiro lugar nas paradas em toda sua carreira. Ela logo conseguiu seu segundo N° 1 na parada após colaborar na canção " WAP " da rapper Cardi B. A música também se tornou a primeira de Megan a chegar em 1° lugar em países como Austrália, Canadá, Irlanda, Reino Unido e Nova Zelândia. Em 20 de novembro de 2020 lançou seu primeiro álbum de estúdio,o Good News, que mais tarde foi certificado em Ouro.

## Álbuns

### Álbuns de estúdio
| Álbum      | Detalhes | Posições nas tabelas musicais | Posições nas tabelas musicais | Posições nas tabelas musicais | Posições nas tabelas musicais | Posições nas tabelas musicais | Posições nas tabelas musicais | Posições nas tabelas musicais | Posições nas tabelas musicais | Posições nas tabelas musicais | Certificações |
| Álbum      | Detalhes | EUA                           | EUA R&B /HH                   | AUS                           | CAN                           | FRA                           | IRL                           | NLD                           | NZL                           | UK                            | Certificações |
| ---------- | --- | ----------------------------- | ----------------------------- | ----------------------------- | ----------------------------- | ----------------------------- | ----------------------------- | ----------------------------- | ----------------------------- | ----------------------------- | ------------- |
| Good News  | - Lançamento: 20 de novembro de 2020 - Gravadora(s): 1501 Certified, 300 Entertainment - Formato(s): CD, cassete, download digital, streaming         | 2                             | 1                             | 41                            | 9                             | 107                           | 22                            | 77                            | 22                            | 46                            | - RIAA: Ouro  |
| Traumazine | - Lançamento: 12 de agosto de 2022 - Gravadora(s): 1501 Certified, 300 Entertainment - Formatos: Formato(s): CD, cassete, download digital, streaming | 4                             | 3                             | 68                            | 19                            | 149                           | -                             | -                             | 27                            | 65                            |               |

### Álbuns de compilação
| Title                      | Details | Posições nas tabelas musicais | Posições nas tabelas musicais | Posições nas tabelas musicais |
| Title                      | Details | EUA                           | EUAR&B/HH                     | CAN                           |
| -------------------------- | --- | ----------------------------- | ----------------------------- | ----------------------------- |
| Something for Thee Hotties | - Lançamento: 29 de outubro de 2021 - Gravadora(s): 1501 Certified, 300 Entertainment - Formatos: Download digital, streaming | 5                             | 3                             | 69                            |

## Extended plays
| Make It Hot                                                                    | - Lançamento: 18 de setembro de 2017 - Gravadora: 1501 Certified - Formato(s): Download digital, streaming                     | —   | — | —  | —   | —  | —            |
| Tina Snow                                                                      | - Lançamento: 21 de dezembro de 2018 - Gravadora: 1501 Certified, 300 Entertainment - Formato (s): Download digital, streaming | 166 | — | —  | —   | —  | —            |
| Suga                                                                           | - Lançamento: 6 de março de 2020 - Gravadora:1501 Certified, 300 Entertainment - Formato(s): Download digital, streaming       | 7   | 7 | 17 | 149 | 55 | - RIAA: Ouro |
| "—" denota canções que não entraram nas paradas ou não foram lançados no país. | |     |   |    |     |    |              |

## Mixtapes
| Rich Ratchet                                                                   | - Lançado: 2016 (EUA) - Gravadora: Independente - Formato: N/A                                                 | —  | —  |              |
| Megan Mix                                                                      | - Lançado: 2017 (EUA) - Gravadora: Independente - Formato: N/A                                                 | —  | —  |              |
| Fever                                                                          | - Lançado: 17 de maio de 2019 (EUA) - Gravadora: 300 Entertainment - Formatos: LP, download digital, streaming | 10 | .6 | - RIAA: Ouro |
| "—" denota canções que não entraram nas paradas ou não foram lançados no país. | |    |    |              |

## Singles

### Como artista principal
| Título | Ano  | Posições de gráfico de pico | Posições de gráfico de pico | Posições de gráfico de pico | Posições de gráfico de pico | Posições de gráfico de pico | Posições de gráfico de pico | Posições de gráfico de pico | Posições de gráfico de pico | Posições de gráfico de pico | Posições de gráfico de pico | Posições de gráfico de pico | Certificações                                                       | Albúns                       |
| Título | Ano  | EUA                         | EUAR&B/HH                   | BRA                         | AUS                         | CAN                         | FRA                         | IRL                         | NZL                         | SCO                         | UK                          | GLOBAL                      | Certificações                                                       | Albúns                       |
| --- | ---- | --------------------------- | --------------------------- | --------------------------- | --------------------------- | --------------------------- | --------------------------- | --------------------------- | --------------------------- | --------------------------- | --------------------------- | --------------------------- | ------------------------------------------------------------------- | ---------------------------- |
| "Pull Up Late" | 2017 | —                           | —                           | —                           | —                           | —                           | —                           | —                           | —                           | —                           | —                           | *                           |                                                                     | Make It Hot                  |
| "Last Week in HTx" | 2017 | —                           | —                           | —                           | —                           | —                           | —                           | —                           | —                           | —                           | —                           | *                           |                                                                     | Make It Hot                  |
| "Cocky AF" | 2018 | —                           | —                           | —                           | —                           | —                           | —                           | —                           | —                           | —                           | —                           | *                           |                                                                     | Tina Snow                    |
| "Big Ole Freak" | 2019 | 65                          | 25                          | —                           | —                           | —                           | —                           | —                           | —                           | —                           | —                           | *                           | - RIAA: 2× Platina                                                  | Tina Snow                    |
| "Sex Talk" | 2019 | —                           | —                           | —                           | —                           | —                           | —                           | —                           | —                           | —                           | —                           | *                           | - RIAA: Ouro                                                        | Fever                        |
| "Realer" | 2019 | —                           | —                           | —                           | —                           | —                           | —                           | —                           | —                           | —                           | —                           | *                           | - RIAA: Ouro                                                        | Fever                        |
| "Cash Shit" (com DaBaby) | 2019 | 36                          | 16                          | —                           | —                           | —                           | —                           | —                           | —                           | —                           | —                           | *                           | - RIAA: 3× Platina                                                  | Fever                        |
| "Hot Girl Summer" (com Nicki Minaj e Ty Dolla Sign)                                                                                | 2019 | 11                          | 7                           | 4                           | 64                          | 38                          | 37                          | 51                          | —                           | 54                          | 40                          | *                           | - RIAA: 2× Platina - BPI: Prata                                     | Non-album single             |
| "All Dat" (com Moneybagg Yo) | 2019 | 70                          | 34                          | —                           | —                           | —                           | —                           | —                           | —                           | —                           | —                           | *                           | - RIAA: Platina                                                     | Time Served                  |
| "Ride or Die" (com VickeeLo) | 2019 | —                           | —                           | —                           | —                           | —                           | —                           | —                           | —                           | —                           | —                           | *                           |                                                                     | Queen & Slim: The Soundtrack |
| "Diamonds" (com Normani) | 2020 | —                           | —                           | —                           | —                           | —                           | —                           | —                           | —                           | —                           | —                           | *                           |                                                                     | Birds of Prey: The Album     |
| "B.I.T.C.H." | 2020 | 31                          | 15                          | —                           | —                           | —                           | —                           | —                           | —                           | —                           | —                           | *                           | - RIAA: Platina                                                     | Suga                         |
| "Captain Hook" | 2020 | 74                          | 41                          | —                           | —                           | —                           | —                           | —                           | —                           | —                           | —                           | *                           | - RIAA: 2× Platina                                                  | Suga                         |
| "Freak" (com Tyga) | 2020 | —                           | —                           | —                           | —                           | —                           | —                           | —                           | —                           | —                           | —                           | *                           |                                                                     | Single sem álbum             |
| "Savage" (solo e remix com Beyoncé)                                                                                                | 2020 | 1                           | 1                           | 6                           | 4                           | 9                           | 26                          | 3                           | 2                           | 12                          | 3                           | 52                          | - RIAA: 4× Platina - BPI: Platina - RMNZ: Platina - PMB: 2× Platina | Suga e Good News             |
| "Girls in the Hood" | 2020 | 28                          | 13                          | —                           | —                           | 90                          | —                           | —                           | —                           | —                           | —                           | 129                         | - RIAA: 2× Platina                                                  | Good News                    |
| "Don't Stop" (com Young Thug) | 2020 | 30                          | 14                          | 45                          | —                           | 97                          | —                           | —                           | —                           | —                           | —                           | 61                          | - RIAA: Ouro                                                        | Good News                    |
| "Thick (Remix)" (com DJ Chose) | 2020 | —                           | —                           | —                           | —                           | —                           | —                           | —                           | —                           | —                           | —                           | —                           |                                                                     | Single sem álbum             |
| "Body" | 2020 | 12                          | 4                           | —                           | 57                          | 43                          | —                           | 37                          | —                           | *                           | 44                          | 27                          | - RIAA: Platina - PMB: Platina                                      | Good News                    |
| "Cry Baby" (com DaBaby) | 2021 | 28                          | 13                          | —                           | —                           | 86                          | —                           | 91                          | —                           | *                           | —                           | 78                          | - RIAA: Platina                                                     | Good News                    |
| "I'm a King" (com Bobby Sessions)                                                                                                  | 2021 | —                           | —                           | —                           | —                           | —                           | —                           | —                           | —                           | *                           | —                           | —                           |                                                                     | Coming 2 America             |
| "Pop It" (com Bankroll Freddie) | 2021 | —                           | —                           | —                           | —                           | —                           | —                           | —                           | —                           | *                           | —                           | —                           |                                                                     | Big Bank                     |
| "On Me (Remix)" (com Lil Baby) | 2021 | —                           | —                           | —                           | —                           | —                           | —                           | —                           | —                           | *                           | —                           | —                           |                                                                     | Single sem álbum             |
| "Bad Bitches" (com Marshmello e Nitti Gritti)                                                                                      | 2021 | —                           | —                           | —                           | —                           | —                           | —                           | —                           | —                           | *                           | —                           | —                           |                                                                     | Shockwave                    |
| "Thot Shit" | 2021 | 16                          | 6                           | —                           | 38                          | 43                          | —                           | 44                          | —                           | *                           | 65                          | 27                          | - RIAA: Platina - PMB: Platina                                      | Something for Thee Hotties   |
| "Butter (Remix)" (com BTS) | 2021 | —                           | —                           | —                           | —                           | —                           | —                           | —                           | —                           | *                           | —                           | —                           | - RIAA: Platina                                                     | Single sem álbum             |
| "Crazy Family" (com Maluma e Rock Mafia)                                                                                           | 2021 | —                           | —                           | —                           | —                           | —                           | —                           | —                           | —                           | *                           | —                           | —                           |                                                                     | The Addams Family 2          |
| "SG" (com DJ Snake, Ozuna, e Lisa)                                                                                                 | 2021 | —                           | —                           | —                           | —                           | 86                          | 87                          | —                           | —                           | *                           | —                           | 19                          |                                                                     | Single sem álbum             |
| "Megan's Piano" | 2021 | 97                          | 34                          | —                           | —                           | —                           | —                           | —                           | —                           | *                           | —                           | —                           |                                                                     | Something for Thee Hotties   |
| "Lick" (com Shenseea) | 2022 | —                           | —                           | —                           | —                           | —                           | —                           | —                           | —                           | *                           | —                           | —                           |                                                                     | Alpha                        |
| "Sweetest Pie" (com Dua Lipa) | 2022 | 15                          | —                           | 1                           | 25                          | 19                          | 153                         | 14                          | 33                          | *                           | 31                          | 12                          | - PMB: Ouro                                                         | Traumazine                   |
| "Plan B" | 2022 | 29                          | 7                           | 3                           | —                           | 66                          | —                           | —                           | —                           | *                           | —                           | 51                          |                                                                     | Traumazine                   |
| "Pressurelicious" (com Future) | 2022 | 55                          | 14                          | —                           | —                           | —                           | —                           | —                           | —                           | —                           | —                           | 187                         |                                                                     | Traumazine                   |
| "Her" | 2022 | 62                          | 19                          | —                           | —                           | —                           | —                           | —                           | —                           | —                           | —                           | 164                         |                                                                     | Traumazine                   |
| "—" denota canções que não entraram nas paradas ou não foram lançados no país. "*" denota que o gráfico não existia naquela época. |      |                             |                             |                             |                             |                             |                             |                             |                             |                             |                             |                             |                                                                     |                              |

### Como artista convidada
| Título | Ano  | Melhor posição nas tabelas musicais | Melhor posição nas tabelas musicais | Melhor posição nas tabelas musicais | Melhor posição nas tabelas musicais | Melhor posição nas tabelas musicais | Melhor posição nas tabelas musicais | Melhor posição nas tabelas musicais | Melhor posição nas tabelas musicais | Melhor posição nas tabelas musicais | Melhor posição nas tabelas musicais | Álbum | Álbum                       |
| Título | Ano  | EUA                                 | EUAR&B/HH                           | EUARap                              | AUS                                 | CAN                                 | FRA                                 | IRL                                 | NZL                                 | UK                                  | GLOBAL                              | Álbum | Álbum                       |
| --- | ---- | ----------------------------------- | ----------------------------------- | ----------------------------------- | ----------------------------------- | ----------------------------------- | ----------------------------------- | ----------------------------------- | ----------------------------------- | ----------------------------------- | ----------------------------------- | --- | --------------------------- |
| "No Pressure" (Drebae com a participação de Megan Thee Stallion)                                          | 2018 | —                                   | —                                   | —                                   | —                                   | —                                   | —                                   | —                                   | —                                   | —                                   | —                                   | | Single sem álbum            |
| "Poledancer" (Wale com a participação de Megan Thee Stallion)                                             | 2018 | —                                   | —                                   | —                                   | —                                   | —                                   | —                                   | —                                   | —                                   | —                                   | —                                   | | Wow... That's Crazy         |
| "Bestie" (Bhad Bhabie com a participação de Megan Thee Stallion)                                          | 2019 | —                                   | —                                   | —                                   | —                                   | —                                   | —                                   | —                                   | —                                   | —                                   | —                                   | | Single sem álbum            |
| "She Live" (Maxo Kream com a participação de Megan Thee Stallion)                                         | 2019 | —                                   | —                                   | —                                   | —                                   | —                                   | —                                   | —                                   | —                                   | —                                   | —                                   | | Brandon Banks               |
| "Three Point Stance" (Juicy J com a participação de Megan Thee Stallion e City Girls)                     | 2019 | —                                   | —                                   | —                                   | —                                   | —                                   | —                                   | —                                   | —                                   | —                                   | —                                   | | Single sem álbum            |
| "Pastor" (Quavo e City Girls com a participação de Megan Thee Stallion)                                   | 2019 | —                                   | —                                   | —                                   | —                                   | —                                   | —                                   | —                                   | —                                   | —                                   | —                                   | | Control the Streets, Vol. 2 |
| "Pose" (Yo Gotti com a participação de Megan Thee Stallion e Lil Uzi Vert)                                | 2019 | —                                   | —                                   | —                                   | —                                   | —                                   | —                                   | —                                   | —                                   | —                                   | —                                   | | Untrapped                   |
| "Big Booty" (Gucci Mane com a participação de Megan Thee Stallion)                                        | 2019 | —                                   | —                                   | —                                   | —                                   | —                                   | —                                   | —                                   | —                                   | —                                   | —                                   | - RIAA: Ouro | Woptober II                 |
| "Fkn Around" (Phony Ppl com a participação de Megan Thee Stallion)                                        | 2020 | —                                   | —                                   | —                                   | —                                   | —                                   | —                                   | —                                   | —                                   | —                                   | —                                   | | Single sem álbum            |
| "RNB" (Young Dolphcom a participação de Megan Thee Stallion)                                              | 2020 | —                                   | 46                                  | —                                   | —                                   | —                                   | —                                   | —                                   | —                                   | —                                   | —                                   | - RIAA: Ouro | Rich Slave                  |
| "WAP" (Cardi B com a participação de Megan Thee Stallion)                                                 | 2020 | 1                                   | 1                                   | 1                                   | 1                                   | 1                                   | 30                                  | 1                                   | 1                                   | 1                                   | 1                                   | - RIAA: 7× Platina - ARIA: 4× Platina - BPI: Platina - MC: 2× Platina - RMNZ: Platina - SNEP: Ouro - PMB: 2× Diamante |                             |
| "34+35 (Remix)" (Ariana Grande com a participação Doja Cat e Megan Thee Stallion)                         | 2021 | 2                                   | —                                   | —                                   | —                                   | —                                   | —                                   | 68                                  | —                                   | —                                   | 2                                   | | Positions (Deluxe)          |
| "Beautiful Mistakes" (Maroon 5 com a participação de Megan Thee Stallion)                                 | 2021 | 13                                  | —                                   | —                                   | 36                                  | 7                                   | 38                                  | 36                                  | 21                                  | 50                                  | 24                                  | RIAA: Platina ARIA: Ouro MC: Platina RMNZ: Ouro                                                                       | Jordi                       |
| "I Did It" (DJ Khaled com a participação de Post Malone, Megan Thee Stallion, Lil Baby, e DaBaby)         | 2021 | 43                                  | 17                                  | 14                                  | 99                                  | 22                                  | —                                   | —                                   | —                                   | 53                                  | 33                                  | | Khaled Khaled               |
| "It Was a... (Masked Christmas)" (Jimmy Fallon com a participação de Megan Thee Stallion e Ariana Grande) | 2021 | —                                   | —                                   | —                                   | —                                   | —                                   | —                                   | —                                   | —                                   | —                                   | —                                   | | Single sem álbum            |
| "—" significa que não entrou na tabela musical deste país ou não foi encontrado informações.              |      |                                     |                                     |                                     |                                     |                                     |                                     |                                     |                                     |                                     |                                     | |                             |

### Singlespromocionais
| Título                    | Ano  | Albúm            |
| ------------------------- | ---- | ---------------- |
| "Stalli (Freestyle)"      | 2017 | Single sem álbum |
| "Fire in the Booth, Pt.1" | 2019 | Single sem álbum |
| "Flamin' Hottie"          | 2022 | Single sem álbum |

### Outras canções que entraram nas tabelas musicais
| Título                                                                                       | Ano  | Melhor posição nas tabelas musicais | Melhor posição nas tabelas musicais | Melhor posição nas tabelas musicais | Melhor posição nas tabelas musicais | Melhor posição nas tabelas musicais | Melhor posição nas tabelas musicais | Certificações | Álbum                      |
| Título                                                                                       | Ano  | US                                  | USR&B/HH                            | USRap                               | CAN                                 | NZ                                  | WW                                  | Certificações | Álbum                      |
| -------------------------------------------------------------------------------------------- | ---- | ----------------------------------- | ----------------------------------- | ----------------------------------- | ----------------------------------- | ----------------------------------- | ----------------------------------- | ------------- | -------------------------- |
| "Freak Nasty"                                                                                | 2018 | —                                   | —                                   | —                                   | —                                   | —                                   | —                                   | - RIAA: Ouro  | Tina Snow                  |
| "Handsome" (Chance the Rapper com a participação de Megan Thee Stallion)                     | 2019 | —                                   | 45                                  | —                                   | —                                   | —                                   | —                                   |               | The Big Day                |
| "Nasty" (DaBabycom a participação de Ashanti ed Megan Thee Stallion)                         | 2020 | 50                                  | 20                                  | 17                                  | —                                   | —                                   | —                                   | - RIAA: Ouro  | Blame It on Baby           |
| "Shots Fired"                                                                                | 2020 | 82                                  | 25                                  | 23                                  | —                                   | 25                                  | 162                                 |               | Good News                  |
| "Circles"                                                                                    | 2020 | 94                                  | 34                                  | —                                   | —                                   | 22                                  | 159                                 |               | Good News                  |
| "Do It on the Tip" (com a participação de City Girls)                                        | 2020 | 92                                  | 33                                  | —                                   | —                                   | —                                   | 191                                 |               | Good News                  |
| "Sugar Baby"                                                                                 | 2020 | —                                   | 50                                  | —                                   | —                                   | —                                   | —                                   |               | Good News                  |
| "Movie" (com a participação de Lil Durk)                                                     | 2020 | —                                   | 39                                  | —                                   | —                                   | —                                   | —                                   |               | Good News                  |
| "Freaky Girls" (com a participação de SZA)                                                   | 2020 | —                                   | 36                                  | —                                   | —                                   | 21                                  | 199                                 |               | Good News                  |
| "What's New"                                                                                 | 2020 | —                                   | 48                                  | —                                   | —                                   | —                                   | —                                   |               | Good News                  |
| "Go Crazy" (com a participação de Big Sean and 2 Chainz)                                     | 2020 | —                                   | —                                   | —                                   | —                                   | —                                   | —                                   |               | Good News                  |
| "Dolla Sign Slime" (Lil Nas X com a participação de Megan Thee Stallion)                     | 2021 | 47                                  | 17                                  | 15                                  | 43                                  | —                                   | 43                                  |               | Montero                    |
| "Eat It"                                                                                     | 2021 | 82                                  | 31                                  | 24                                  | —                                   | 33                                  | —                                   |               | Something for Thee Hotties |
| "—" significa que não entrou na tabela musical deste país ou não foi encontrado informações. |      |                                     |                                     |                                     |                                     |                                     |                                     |               |                            |

## Outras aparições
| Título               | Ano  | Outro artista(s)                         | Álbum                       |
| -------------------- | ---- | ---------------------------------------- | --------------------------- |
| "Talk (Remix)"       | 2019 | Khalid, Yo Gotti                         |                             |
| "Handsome"           | 2019 | Chance the Rapper                        | The Big Day                 |
| "Y U Mad"            | 2020 | Wiz Khalifa, Ty Dolla Sign, Mustard      | The Saga of Wiz Khalifa     |
| "Nasty"              | 2020 | DaBaby, Ashanti                          | Blame It on Baby            |
| "Real Hot Girl Skit" | 2020 | None                                     | It Was Good Until It Wasn't |
| "She Gon Pop It"     | 2020 | Juicy J, Ty Dolla Sign                   | The Hustle Continues        |
| "Pop It"             | 2021 | Bankroll Freddie                         | Big Bank                    |
| "I Did It"           | 2021 | DJ Khaled, Post Malone, Lil Baby, DaBaby | Khaled Khaled               |
| "Dolla Sign Slime"   | 2021 | Lil Nas X                                | Montero                     |